# Драйлебен (кинотрилогия)
«Драйлебен» (нем. Dreileben) — немецкая кинотрилогия, состоящая из трёх полуторачасовых фильмов, снятых тремя кинорежиссёрами — Кристианом Петцольдом, Домиником Графом и Кристофом Хоххойслером, — и объединённая общим сюжетом: судьбой нескольких жителей небольшого городка в дни, когда полиция разыскивает сбежавшего убийцу. Премьера трилогии состоялась во время специального показа на Берлинском кинофестивале в 2011 году.

## Фильмы трилогии
- Что-то лучшее, чем смерть (нем. Dreileben - Etwas besseres als den Tod)
  - Режиссёр: Кристиан Петцольд
  - Сценарий: Кристиан Петцольд
  - Оператор: Ханс Фромм

- Не ходи за мной (нем. Dreileben II - Komm mir nicht nach)
  - Режиссёр: Доминик Граф
  - Сценарий: Маркус Буш, Доминик Граф
  - Оператор: Михаэль Визвег

- Одна минута темноты (нем. Dreileben III - Eine Minute Dunkel)
  - Режиссёр: Кристоф Хоххойслер
  - Сценарий: Пир Клемет, Кристоф Хоххойслер
  - Оператор: Райнхольд Форшнайдер

## Синопсис
Действие происходит на протяжении нескольких дней августа в небольшом немецком городке Драйлебен и окрестных лесах в Тюрингии. Заключённого Франка Молеша, отбывающего срок за совершённое четыре года назад убийство девушки, привозят в больницу на прощание с умершей матерью. Из-за оплошности оставившего дверь открытой стажёра (Йоханнеса) Молеш сбегает из больницы и скрывается в лесу. Вечером того же дня Йоханнес знакомится с девушкой по имени Анна, которая случайно сталкивается с Молешем в лесу. Однажды, поссорившись с Йоханнесом, Анна слышит у дороги шум и подходит к пещере в лесу, думая, что там Йоханнес, однако тот вскоре зовёт её у дороги. После разрыва с Йоханнесом Анна бросает в лесу нож и идёт домой к младшему брату, однако Молеш поднимает нож и преследует её («Что-то лучшее, чем смерть»).
Также для помощи группе следователей вызывают психолога Джо (Йоханну), которая предлагает для поимки Молеша использовать рыжую девушку, чтобы заманить его в засаду. Джо обсуждает со своей подругой Верой, живущей в Драйлебене, их знакомство с одним и тем же человеком по имени Патрик в Мюнхене много лет назад. В результате Вера приходит к выводу, что пятилетняя дочь Джо, которую та воспитывает одна, скорее всего рождена от Патрика. Молеша, который в поисках рыжей девушки заходит в гостиницу, арестовывают, после чего Джо уезжает обратно к дочери («Не ходи за мной»).
Следователь Крайль, пытаясь вжиться в образ мыслей Молеша, посещает дом его матери, а также просматривает видео, на котором частично зафиксированы обстоятельства убийства девушки, за которое осуждён Молеш. Крайль приходит к выводу, что убийство совершил другой человек. Молеш, проведя несколько дней в лесах, приходит в дом своей матери, где видит оставленные ею для него документы о том, что когда-то он был усыновлён ею. На кухне дома он берёт нож, сам же дом сгорает вместе с документами. Утром Молеш преследует Анну на улицах города и, достигнув места, где было совершено убийство четыре года назад, заносит над ней нож («Одна минута темноты»).

## Создание
Трилогия выросла из обсуждений трёх немецких режиссёров по мейлу, впоследствии опубликованного на страницах журнала «Револьвер» (Revolver, Zeitschrift für Film). Петцольд предложил идею преступника в бегах, отчасти вдохновлённую побегом Дитера Зармема (немецкий убийца, который в 1999 году несколько недель находился в бегах, и ставший медиа-феноменом) и рассказом Фридриха Шиллера.
Хотя в Германии существует деревня под названием Драйлебен, место действия фильма является вымышленным городом в Тюрингии, и о существовании реального Драйлебена режиссёры не знали на момент начала работы. При этом само по себе немецкое слово Dreileben раскладывается на компоненты drei «три» и leben «жизнь», вследствие чего название трилогии иногда переводят как «Три жизни».
По словам Кристофа Хоххойслера,

Мы хотели сделать «соседствующие» фильмы, в которых общими были бы место, время и некоторые персонажи, которые были бы связаны нарративно, но при этом не зависели бы друг от друга и не составляли единой истории. Не хотелось делать эдакий «фильм-пазл», в котором все элементы аккуратно складываются в большую загадку, разгадать которую можно, лишь посмотрев последнюю часть. Мы хотели создать не какой-нибудь сериал или мини-сериал, а три самостоятельных полнометражных фильма, которые перекликались бы между собой.

## Оценки
Камила Мамадназарбекова называет трилогию «коллективным телепроектом, разработанным в недрах „берлинской школы“». По мнению критика, «от обычной сериальной продукции» трилогию отличает отсутствие тесных связей между составными элементами: помимо общего места действия и истории сбежавшего убийцы, «это три совершенно разных картины — мелодрама, полицейский детектив и психологический триллер». При этом «каждый фильм по отдельности в своей концентрированной жанровости не так интересен, как их сочетание», и в целом «проект превращается в занимательный конструктор, который собирать интересно, но долго».
Рецензент The Hollywood Reporter называет фильмы трилогии неравными по значимости, считая наиболее слабой вторую часть и наиболее совершенной третью, однако в целом называя «Драйлебен» большим, чем просто сумма трёх частей. Он проводит параллели с другими сходными проектами, а именно британской трилогией «Красный райдинг», трилогией бельгийского режиссёра Люки Бельво 2002 года, а также проектом Ларса фон Триера «Advance Party».
Ольга Шакина называет трилогию «типичной мрачной сказкой о чудовище в лесу».
Мария Фурсеева пишет о том, что если в фильме Петцольда Молеш представлет собой потенциальную угрозу, скрытую в лесу, то в третьей части беглец сам ищет защиты у леса, который противопоставлен враждебному обжитому пространству сельского городка. В фильме Хоххойслера «Молеш взаимодействует с лесом, и тот берёт его под свою защиту». По мнению критика, Хоххойслер, как и в другом своём фильме «Я виновен» (Falscher Bekenner, 2005), ставит вопрос «ложной виновности человека, который в силу своей личности не вписывается в заданные социальные условия». В «Драйлебене» причинно-следственная связь выстроена следующим образом: «общество идентифицировало Молеша как убийцу и насильника (…), что в результате запустило необратимый механизм». Сам Кристоф Хоххойслер аналогично формулирует основную идею своего фильма: «человек, в процессе своего побега становящийся тем, кого все это время в нем видели другие». Именно эта идея была предложена исходно Петцольдом, который ошибочно приписывал её сюжету новеллы Фридриха Шиллера «Преступник из-за потерянной чести» (1786), что позже оказалось ложным воспоминанием.